# Файнбург, Захар Ильич
Заха́р Ильи́ч Фа́йнбург (1922—1990, Пермь) — советский социолог и философ; специалист в области социологии труда, семьи и культуры, экономических и социальных проблем научно-технического прогресса, теории личности и коллективности, социального планирования, социально-философской научной фантастики. Доктор философских наук, профессор.

## Биография
Родился в семье большевиков. Его отец, Илья Львович Файнбург, был заместителем наркома юстиции БССР; мать, Раиса Захаровна Альперович, была членом коллегии республиканского Госплана. В 1933 году отца перевели в Хабаровск на должность председателя областного суда.
После ареста и расстрела родителей в 1938 году воспитывался в детском доме в Подмосковье.
В 1940 году поступил в Московский институт философии, литературы и истории. В июле 1941 года записался добровольцем во Второй коммунистический полк города Москвы, служил в разведке, потом в артиллерии. Член ВКП(б) с 1945 года.
После войны З. И. Файнбург окончил экономический факультет МГУ (дипломная работа «Экономические основы перехода от социализма к коммунизму» защищена под руководством М. Ф. Макаровой). В 1946 году в МГУ познакомился с экономистом Галиной Петровной Козловой (1927—2000), которая стала его женой, матерью его детей и соавтором большинства научных работ.
В 1949—1960 годах работал в Поволжском лесотехническом институте (Йошкар-Ола). Кандидат экономических наук (1959).
С 1960 года работал в Пермском политехническом институте, сначала старшим преподавателем и доцентом кафедры политэкономии, а с 1964 года — заведующим созданной им кафедрой основ научного коммунизма (ныне кафедра социологии и политологии Пермского национального исследовательского политехнического университета).
В 1966 году одним из первых вступил в Советскую социологическую ассоциацию (членский билет № 94), был избран в правление ССА, позднее организовал Пермское отделение ССА. В 1967 году создал и возглавил лаборатории промышленной социологии и социологии высшего образования в Пермском политехническом институте. За разработку одной из первых в стране методик социального планирования развития коллектива предприятия в 1969 году был награждён медалью ВДНХ СССР.
В 1972 году в Ростовском государственном университете защитил докторскую диссертацию по философии «Развитие социалистического общества и научно-техническая революция» (в 2 томах). Профессор (1975).
Сын — профессор ПНИПУ Г. З. Файнбург (род. 1948).

## Функциональная теория культуры
Совместно Э. С. Маркаряном З. И. Файнбург является разработчиком так называемого функционального подхода к пониманию культуры. Культура здесь понимается как специфическая функция общественной жизни, как способ регуляции жизнедеятельности общества. Э. С. Маркарян пишет: «Культура — это специфически характерный для людей способ деятельности, объективированный в различных продуктах результат этой деятельности»(16,18).
Представители функционального подхода проводят различия между культурой и обществом. Они отказываются от рассмотрения культуры как части, подструктуры общества. Общество и культура, по их мнению, выступают как выражение двух различных сторон, планов органически единого и генетически одновременно возникающего целого, разложимого лишь средствами логического анализа. Под понятием «общество» они, таким образом, подразумевают «специфический коллектив человеческих индивидов и присущую ему систему социальных отношений». А понятие «культура» определяют как «специфическую функцию коллективной жизни людей, выработанную в процессе установления ими качественно особого активно-трудового отношения к внешней среде. В данном случае многозначное понятие „функция“ используется в смысле специфического проявления свойств системы, особого способа её деятельности».
Следует отметить, что, когда представители данной концепции культуры говорят о деятельностном, активно-трудовом отношении к внешней среде, они имеет в виду деятельность, труд в широком смысле. «Общественная жизнь людей есть не что иное, как непрекращающийся процесс деятельности, осуществляемый в различных, необходимых для поддержания и нормального функционирования социальной системы сферах: материального производства, духовного производства, управления, воспитания, обороны, здравоохранения и т. д.». Описание и анализ различных элементов культуры дают возможность понять различные средства и механизмы, благодаря которым «люди совместно действуют и решают самые различные задачи и проблемы, с которыми они сталкиваются в ходе своей многогранной практики. Например, орудий труда как средств взаимодействия с природной средой, языка как специфического средства коммуникации, систем морали и права как средств регуляции и координации действия человеческих индивидов и т. д.».
Таким образом, культура является составной частью общества, но не характеризуется структурной выделенностью. Культура в целом может быть представлена в качестве определенного структурного среза общества, в качестве «технологии социального». Обоснование такого подхода дает З. И. Файнбург: «Характеристика любого функционирующего материального объекта, складывается, с точки зрения системного подхода, из следующих основных элементов:
- общая природа функционирующего объекта
- внутренняя структура функционирующего объекта
- способ организации функционирующего объекта (внутренние и внешние связи явления)
- способ („технология“) функционирования объекта как отражение, реализация его сущностных свойств
- продукты функционирования объекта.

В нашем случае феноменом функционирования выступает общество, одной из частичных (частично-всеобщих) характеристик которого является культура — способ („технология“) функционирования общества». Указанные элементы системы тесно взаимосвязаны, не существуют по отдельности, существуют только в рамках единой системы.
Таким образом, функциональная концепция культуры помогает наиболее точно уловить сущность культуры. Во-первых, эта концепция преодолевает ограничения, которые воздвигали сами себе представители других концепций культуры, беря за основу какой-то один элемент, характеристику культуры и фактически игнорируя все остальные (например, аксиологический подход). Сегодня уже очевидна несостоятельность сведения культуры к какому-либо из её элементов. Во-вторых, функциональный подход позволяет разрешить давний спор между социологами и культурологами: культура — это часть, одна из подструктур общества, либо культура — и есть общество. Функционалисты опровергают и то, и другое суждение. Они отмечают, что культура и общество не тождественны: общество — это специфическая группа, присущая ей система социальных отношений, а культура — это определенный способ коллективной жизни людей. Таким образом, культура не является отдельной подструктурой общества, культура выступает как универсальная социальная технология, присутствуя во всех сферах функционирования общества, в каждом социальном явлении в качестве его технологической компоненты.
Одним из первых ученых-социологов стал рассматривать научную фантастику как серьёзное художественное и общественное явление, написал несколько статей о Станиславе Леме.

## Основные работы
Книги
- Механизация и производительность труда на лесозаготовках. — Йошкар-Ола: Маркнигоиздат, 1959;
- Козлова Г. П., Файнбург З. И. Технический прогресс и изменения в характере труда при переходе от социализма к коммунизму. — М., [1963]. — (Доклады/ Науч. совет по комплексной проблеме «Закономерности развития социализма и перехода к коммунизму» при Президиуме Акад. наук СССР. М-во высш. и сред. спец. образования СССР. Ин-т экономики Акад. наук СССР. Науч. конференция «Закономерности строительства коммунистич. экономики и их использование в нар. хозяйстве СССР на соврем. этапе» 22-26 янв. 1963 г.);
- Вопросы общей теории социального планирования. — М., 1970. — (Доклад / Советская социол. ассоциация. Советский оргком. по подготовке VII Междунар. социол. конгресса. VII МСК. Варна. 1970; 142);
- Влияние эмоциональных отношений в семье на её стабилизацию. — М., 1972. — (Доклады / Сов. социол. ассоциация. Ин-т конкретных соц. исследований АН СССР. XII Междунар. семинар по исследованию семьи. Москва. 1972; № 9);
- Козлова Г. П., Файнбург З. И. Диалектическая логика политической экономии социализма / под ред. В. П. Красавина. — Саратов : Изд-во Сарат. ун-та, 1982;
- Козлова Г. П., Файнбург З. И. Научно-технический прогресс и совершенствование социалистических производственных отношений. — М. : Знание, 1987. — (Новое в жизни, науке, технике. Научный коммунизм; 7/1987);
- «Не сотвори себе кумира…»: социализм и «культ личности». (Очерки теории) / З. И. Файнбург. — М. : Политиздат, 1991; ISBN 5-250-01290-6
- Козлова Г. П., Файнбург З. И. Коллективистское общество. Идеал. Теория. Реальность [мемориальное издание] / Пермский нац. исслед. политехнический ун-т, Гуманитарный фак. ; [подгот.: Г. З. Файнбург]. — Изд. 2-е, испр. и доп. — Пермь: ПНИПУ, 2013. — 351 с. : портр., табл.; ISBN 978-5-398-00982-8

Статьи
- К вопросу о понятии культуры и периодизации её исторического развития (Некоторые проблемы методологии) // Проблемы теории культуры в системе общественных наук. Вып. 1. М., 1976;
- Смена исторического типа культуры в условиях современности (некоторые вопросы методологии проблемы) // Известия Северо-Кавказского научного центра высшей школы. Общественные науки. 1978. № 1.